# هيلين روبرت
هيلين روبرت (بالفرنسية: Hélène Robert)‏ هي ممثلة فرنسية، ولدت في 27 يناير 1910 في فرنسا، وتوفيت في 29 ديسمبر 1981 بباريس في فرنسا.

## وصلات خارجية
- هيلين روبرت على موقع IMDb (الإنجليزية)
- هيلين روبرت على موقع ألو سيني (الفرنسية)
- هيلين روبرت على موقع أول موفي (الإنجليزية)
- هيلين روبرت على موقع قاعدة بيانات الأفلام السويدية (السويدية)
- هيلين روبرت على موقع قاعدة بيانات الفيلم (الإنجليزية)
- هيلين روبرت على موقع كينوبويسك (الروسية)